# Serramo
Serramo (llamada oficialmente San Sebastián de Serramo) es una parroquia y una aldea española del municipio de Vimianzo, en la provincia de La Coruña, Galicia.

## Entidades de población
Entidades de población que forman parte de la parroquia:
- Carballa (A Carballa)
- Casas Novas
- Novelle
- Comareiro (O Comareiro)
- Serramo
- Subeiro
- A Braña
- O Pinal
- Quitiande
- Rebelle
- Xallas

## Demografía

### Parroquia
| Gráfica de evolución demográfica de Serramo (parroquia) entre 2000 y 2021 |
|                                                                           |
| Datos según el nomenclátor publicado por el INE.                          |

### Aldea
| Gráfica de evolución demográfica de Serramo (aldea) entre 2000 y 2021 |
|                                                                       |
| Datos según el nomenclátor publicado por el INE.                      |